# Tatsuya Ishikawa
Tatsuya Ishikawa (Shizuoka, 25 december 1979) is een Japans voetballer.

## Clubcarrière
Ishikawa speelde tussen 2002 en 2006 voor Kashima Antlers en Tokyo Verdy. Hij tekende in 2007 bij Montedio Yamagata.